# I Am Bread
I Am Bread (с англ. — «Я хлеб») — компьютерная игра в жанре платформера, разработанная и изданная британской студией Bossa Studios 9 апреля 2015 года на Windows, PlayStation 4, Xbox One, Android и iOS.

## Игровой процесс
Игрок в I Am Bread управляет ломтиком хлеба. Цель каждого уровня — сделать тост. Если хлеб на пути к тостеру коснётся определённых объектов — например, пола, воды или муравьёв, — то он испачкается и его показатель съедобности опустится.
В дополнениях появились дополнительные уровни, в которых игрок может играть за багет, рогалик и крекер. Эти уровни содержат уникальные механики: так, крекер повышает свою съедобность, когда к нему прилипают кусочки сыра, но при ударе о поверхность он может развалиться.

## Разработка
Игра была анонсирована 17 октября 2014, когда разработчики выпустили минутный трейлер с нарезкой геймплея. 3 декабря того же года игра вышла в раннем доступе в Steam. За день до этого разработчики на сайте, посвящённому игре, начали вести дневник разработчика, в котором рассказывали о процессе разработки. 9 апреля 2015 игра вышла из раннего доступа на Windows. 5 июня 2015 разработчики анонсировали порт игры на консоль PlayStation 4. 25 августа 2015 игра была выпущена на этой платформе. 3 сентября игра также вышла на iOS, 13 октября 2016 — на Android, а 19 января 2017 — на Xbox One. Игра разработана на движке Unity.

## Отзывы критиков
| Сводный рейтинг       | Сводный рейтинг                                     |
| Агрегатор             | Оценка                                              |
| --------------------- | --------------------------------------------------- |
| GameRankings          | (PC) 60,05 % (PS4) 59,87 %                          |
| Metacritic            | (PC) 60/100 (XONE) 59/100 (iOS) 58/100 (PS4) 51/100 |
| OpenCritic            | 57/100                                              |
| Иноязычные издания    |                                                     |
| Издание               | Оценка                                              |
| GameSpot              | 5/10                                                |
| Hardcore Gamer        | 2/5                                                 |
| IGN                   | 7,2/10                                              |
| PC Gamer (US)         | 58/100                                              |
| Русскоязычные издания |                                                     |
| Издание               | Оценка                                              |
| «Игромания»           | 6,5/10                                              |

Игра получила смешанные отзывы на всех платформах, согласно сайту агрегации рецензий Metacritic.

### Продажи
Летом 2018 года, благодаря уязвимости в защите Steam Web API, стало известно, что точное количество пользователей сервиса Steam, которые играли в игру хотя бы один раз, составляет 579 156 человек.
В 2020 году разработчики сообщили, что количество проданных копий игры составляет около 2 миллионов.